# Dicrania castaneipennis
Dicrania castaneipennis är en skalbaggsart som beskrevs av Louis Alexandre Auguste Chevrolat 1829. Dicrania castaneipennis ingår i släktet Dicrania och familjen Melolonthidae. Inga underarter finns listade i Catalogue of Life.